# Диазотирование
Диазотирование — взаимодействие ароматических аминов с HNO2 с образованием ароматического диазосоединения. Обычно при диазотировании пользуются NaNO2 в присутствии избытка неорганической кислоты:
{\displaystyle {\mathsf {RNH_{2}+NaNO_{2}+2HCl\rightarrow RN{\text{=}}N^{+}Cl^{-}+NaCl+2H_{2}O}}}
где R — органический радикал. Диазотирование используют в производстве многочисленных соединений ароматического ряда, в особенности — азокрасителей. Реакция открыта в 1858 году Петером Гриссом. На самом деле в реакции используют не стехиометрические количества HCl, а трёхкратный избыток на моль амина — один моль кислоты идет на образование нитрозоацидий-катиона ON-OH2+, один моль — на образование диазотирующей частицы NOCl, третий моль HCl — на получение хлористой соли диазония R—N≡NCl.

## Условия проведения диазотирования
Реакция диазотирования идет на холоде — как правило при температурах от 0 до 5 оС. При несоблюдении температурного режима может пойти образование побочных продуктов — диазосмол, а само диазосоединение будет разлагаться. Поскольку реакция с нитритом натрия протекает экзотермично, необходимо эффективное охлаждение смеси. В промышленности это осуществляется путём пропускания хладагента через змеевик внутри аппарата или загрузкой льда кусками, а в лаборатории — использованием бани со льдом и солью.

## Меры предосторожности
Исходные вещества для диазотирования — амины и нитрит натрия — являются токсичными соединениями. Диазосоединения очень неустойчивы и разлагаются через непродолжительное время в водном растворе, а будучи высушены, становятся чрезвычайно взрывоопасными. К взрыву может привести удар, трение, нагрев, электрическая искра. Поэтому необходимо принимать меры, чтобы предотвратить высыхание диазосоединений в местах хранения или случайного разлива — на полу цехов, на крышках и фланцах аппаратов или на лабораторной посуде.